# 跡永賀村
跡永賀村（あとえかむら）は、北海道釧路郡釧路町にある大字および同地にあった村である。郵便番号は085-2271。

## 地理
釧路町の東部に位置しており、釧路町仙鳳趾村、昆布森村および厚岸郡厚岸町との筆界未定地と隣接する。
かつては車道が通じておらず、根室本線尾幌駅までの約14kmを徒歩で歩くか、昆布森村まで馬車が辛うじて通れるほどの細道を9km進むほかない陸の孤島であったが、1952年（昭和27年）頃に昆布森村からの車道が開通している。

## 歴史

### 炭砿
跡永賀村では石炭採掘が行われており、跡永賀炭砿、上星炭砿の2つの炭鉱が存在した。

#### 跡永賀炭砿
湯の沢に存在した。1913年（大正2年）に細川家が1943年（昭和18年）まで跡永賀炭鉱を運営した。その後1948年（昭和23年）に操業を再開したが、1960年代に閉山となっている。石炭はもっこで運ばれ、艀に積み込まれて出荷された。

#### 上星炭砿
十町瀬に存在した。日支炭砿汽船が試掘したのちに放棄してあったものを個人が出願し、1958年（昭和23年）より操業した。鉱業権者自らがつるはしを振るうほどの小規模炭砿であり、採掘された石炭は昆布森村市街地で使用された。

### 地名の由来
アイヌ語で「海の上」を意味する「アト゚イ・カ」もしくは「かつては海だったところ」を意味する「アト゚イ・オカ」に由来するといわれている。

### 沿革
- 1872年（明治5年）ごろ - 跡永賀村が設置される[5]。
- 1876年（明治9年） - 大区小区制の実施に伴い第24大区第2小区に編入される[6]。
- 1880年（明治13年）2月 - 跡永賀小学校が開校する[6]。
- 1919年（大正8年） - 昆布森村と合併したことで同村の一部となる。
- 1952年（昭和27年）頃 - 昆布森村からの車道が開通[2]。
- 1955年（昭和30年）1月1日 - 昆布森村が釧路村と合併したことで同村の一部となる[7]。
- 1968年（昭和43年） - 厚岸道立自然公園の区域に尻羽岬から昆布森村来止臥までの沿岸部が編入される[7]。
- 1980年（昭和55年）3月31日 - 跡永賀小学校が昆布森小学校に統合され閉校する[6]。
  - 4月1日 - 釧路村が町制を施行し、釧路町となる[7]。
- 1984年（昭和59年）2月18日 - 跡永賀、冬窓床の6戸の集落移転事業完了[6]。

## 主な小字
- 跡永賀（あとえか）
- 初無敵（そんてき） - 消滅集落
- 十町瀬（とまちせ）
- 冬窓床（ぶいま） - 消滅集落
- 浦雲泊（ぽんとまり）

## 世帯数と人口
2023年（令和5年）12月31日現在の世帯数と人口は以下のとおりである。
| 町名         | 世帯数 | 人口 |
| ------------ | ------ | ---- |
| 大字跡永賀村 | 13世帯 | 36人 |

## 小・中学校の学区
町立小・中学校に通う場合、学区は以下の通りとなる。
|      | 小学校               | 中学校               |
| ---- | -------------------- | -------------------- |
| 全域 | 釧路町立昆布森小学校 | 釧路町立昆布森中学校 |

## 交通
- 北海道道142号根室浜中釧路線